# Дороге задоволення
«Дороге задоволення» (рос. «Дорогое удовольствие») — радянський кінофільм 1988 року, комедія —притча режисера Леоніда Марягіна.

## Сюжет
У інженера Ігоря є сім'я. Він працює в конструкторському бюро. Як і багато інших інженерів в СРСР заробляє мало, ледве зводить кінці з кінцями. Ігор добре розбирається в ремонті автомобілів, спочатку він займається цим випадково для свого задоволення, але поступово хобі переростає в постійне заняття, яке приносить хороший дохід. Великі гроші, що швидко з'явилися, псують Ігоря, з безкорисливого він перетворюється в прагматичну людину, яка не робить нічого безкоштовно.

## У ролях
- Сергій Мигицко — Ігор Кравцов (інженер)
- Лариса Кузнецова — Люся Кравцова (дружина Ігоря, мікробіолог)
- Федя Леденьов — син Ігоря
- Олександр Вокач — Віктор Васильович (начальник групи конструкторського бюро, в якій працює Ігор)
- Олександр Стариков — Покровський (співробітник, з яким Ігор грав у шахи)
- Валентин Гафт — Вільям Тер-Іванов (заможна людина, який дістала для Ігоря культуру грибка)
- Олег Табаков — Семен Григорович (стоматолог-хірург)
- Галина Шостко — Варвара Тимофіївна (стоматолог-хірург)
- Георгій Бурков — постачальник запчастин
- Петро Щербаков — Василь Кузьмич (помічник Ігоря по ремонту автомобілів)
- Резо Есадзе — Савелій Вікторович (начальник на роботі Люсі)
- Надія Бережна — Зіночка (вагітна співробітниця на роботі Люсі)
- Володимир Фенченко — театральний режисер
- Валерій Головатюк — художник
- Віталій Фетисов — архітектор
- Геннадій Ялович — інтелігент зі старим автомобілем, якому не по кишені послуги автомайстрів
- Юрій Волинцев — начальник
- Костянтин Борисов — приймальник пляшок
- Віктор Дьомін — лікар, який супроводжує вагітних жінок в автобусі
- Ільгіз Булгаков — Волков (модельєр)

## Знімальна група
- Режисер — Леонід Марягін
- Сценарист — Олександр Розанов
- Оператор — Віктор Шестопьоров
- Композитор — Ян Френкель
- Художник — Іван Пластинкін